# Шатијон сир Лизон
Шатијон сир Лизон (фр. Châtillon-sur-Lison) насеље је и општина у источној Француској у региону Франш-Конте, у департману Ду која припада префектури Безансон.
По подацима из 2011. године у општини је живело 11 становника, а густина насељености је износила 3,81 становника/km². Општина се простире на површини од 2,89 km². Налази се на средњој надморској висини од 294 метара (максималној 463 m, а минималној 285 m).

## Демографија
| 1962. | 1968. | 1975. | 1982. | 1990. | 1999. | 2011. |
| ----- | ----- | ----- | ----- | ----- | ----- | ----- |
| 35    | 38    | 18    | 15    | 15    | 16    | 11    |

График промене броја становника у току последњих година